# 脳みそプルン!
『脳みそプルン!』（のうみそぷるん!）は、川口憲吾による日本の4コマ漫画・ギャグ漫画作品。『週刊少年マガジン』（講談社）にて、1995年41号から2002年38号にかけて連載されていた。単行本は全8巻。完全版としてナンバーナインより電子書籍で全8巻が配信されている。

## 概要
毎話、シリーズものが数種とノンシリーズが5ページ程度のオムニバス的に構成されていることが特徴のギャグ漫画作品である。基本は4コマ漫画であるものの、シリーズものは4コマ漫画に限らない毎話1ページ完結のギャグ漫画となっており、毎回3ページ程が「キング君」や「タックン」などのシリーズもの、残り2ページほどがノンシリーズや「憲吾が描く!!」など連続性のない4コマ作品という構成である。回数カウントは「第〜発！」である。
シリーズものについては、サブタイトルがなく、そのままシリーズ名が付いていることも多い。また、あるシリーズの登場人物が、別シリーズのレギュラーやゲストとなって登場することもよくあった（「キング君」と「タックン」の石井先生や、「二代目一休さん」と「戦国ハイスクールノブナガ」の一休など）
連載時は読者から4コマ漫画を募集しており、採用されたネタは1コマ目のみ投稿者の絵を掲載し、2コマ目から4コマ目は作者が新たに描いた状態で構成されていた。また、150回到達の際に数度に渡り「憲吾が描く スーパーセッション!!」と称し同誌連載の作家との合作も行われた。その他に読者から送られた質問に作者がボケで解答する4コマ漫画も不定期で行っていた。
最終回ではキング君、タックン、パパン、ノブナガの最終回と共に、これまでに登場したキャラクターと作者が読者に挨拶をして締めた。その次のページからは新連載として『脳みそプリン!』（作者名はカワグチ＞ケンゴ）が5ページに渡って掲載され、最後のページで連載第1回目にして連載終了の挨拶が掲載された。
2018年10月よりマンガ図書館Zにて続編にあたる『脳みそプルン！second season』を投稿作品として連載公開され（回数カウントもリセットされず、そのまま通算される）、2019年6月からKindleストアにて電子書籍としても販売されている。
作者のX(旧・Twitter)にて無印版が掲載されているが、一部コンプライアンス対応や時代ネタの変更などの理由でセリフなどが改変されている。

## 主なキャラクター
キング君
童話に出てくる王様の風貌をしたキャラクター。従者を2人従えており、常に「フォフォフォ…」と笑っている。石井先生から鋭い突っ込みを入れられると焦り出し、従者と相談をした後すっとぼける。
中学卒業後に小学校に入学するなど、人生を逆走している。
家族も存在し、元サーファーの父、キング君と逆に恐るべき童顔の母・クィーンママ、イケメンの弟・王次郎がいる。
後にパパンからユータンを紹介されたり、東京ウルトラ超人ズの4番マニアの選手としても登場する。
second seasonでは「キング目撃情報」のタイトルで当時と変わらない風貌で登場し、様々な職業に勤めるがもちろん石井先生と出くわす。
ラルフとローレン
キング君の2人の従者。フリップボード等でキング君のボケを補佐することが多い。瓜二つで見分けがつかないが、片方だけが女性にもてる。
second seasonでもキング君と共に登場、メタボ検診を渋るキング君を無理矢理連れて行かせるという従者らしい行動も見せる。
プリンス
キング君のクラスの転校生で、王子様の格好をしている。初期はキング君と張り合っていたが、次第にツッコミ役に徹するようになる。関西弁。
女王タマ
女王様の格好をした猫。人語を話し尊大な態度だが、猫の本能には逆らえない。従者の人間2人はラルフとローレン同様に瓜二つだが、互いに髪型が異なる。
キング君から想いを寄せられるが、弟の王次郎に一目惚れ・片想いしてしまう。
石井先生（いしい さきお）
キング君のクラスの担任の先生。キング君に対して鋭い突っ込みを入れるだけでなく、1コマ目でシュールなギャグを披露する。妻も全く同じ顔。
second seasonで下の名前が正式に判明、先生と書いて「さきお」と読む。
サル博士
サルの顔をした博士。いつも珍妙な発明品ばかり作っては助手に被害を与える。
タックン
石井先生夫妻の幼い息子。本名、石井 達君(タツクン)。乳児ながら妄想が激しく物事を悪い方にばかり考えた果てに不良化し、改造三輪車を乗り回したりミルクを飲んで酔っ払ったりするなど母親から度々突っ込まれる。途中から保育園に預けられるが、少年院と勘違いしていた。ムスメ(娘)という名前の妹がいる。
second seasonでは妹のムスメと共に幼稚園に通い、保育士たちに質問攻めを繰り広げる。格好は乳児時代から続けて不良っぽいが、幼稚園を少年院とまで勘違いはせず落ち着きを見せるようになり始めた。
姫ノ木コスメ
タックンと同年代の女児。タックンに好意があり、ませた言動が多く艶っぽい恰好をしている。
second seasonでも相変わらずのませた格好でタックンの前に現れ、落ち着きを見せるようになったタックンに問いかける。
サトシ
タックンと同世代の男児でオヤジ臭い言動や犯罪行為を語る事が多い。
リキシ
元力士の両国家の男児で何かとつけて相撲に絡めた言動をとる。
哀川翔子
ぞうさん保育園の保母。ごく平凡な女性だが名前が似ているからなのもあるのか、タックンらのかなり強い妄想で悪辣な看守に見られている。
下剋上（げこくジョー）
ぬいぐるみ高校野球部の監督。野球のルールはあまり理解しておらず、甲冑を身に纏い、相手に斬りつけたり火縄銃を撃つなど武士かぶれの言動をとる。
戦国ハイスクールノブナガにも登場し、そこではノブナガの父、信秀である事が判明される（姓名判断で一時期"下剋上"という名にしていたらしい）。
second seasonにも登場し、そこでは当初のタイトルであったサムライ監督と名乗り、野球部監督時代のように宇宙人相手に対し暴れまくる。
2代目一休さん
一休さんの2代目を名乗る人物。ボディビルで鍛えられた鋼の肉体を持ち、サングラスをかけている。大型バイクに乗って登場する事が多い。一応頓智（とんち）は披露するが、初代が頭を使っていたものに対し、2代目は力任せで解決するものであった。
second seasonでは3代目一休さんの肉体に封印され、封印から開放された形で登場する。更に能力に触れた物体・人間が化け物や怪人にグレードアップする能力を身につけた。
3代目一休さん
second seasonで登場する人物。初々しさの漂う赤毛短髪の坊主で2代目とは違って真面目にとんち問答に挑むが豆腐のように脆い精神の為、躓く度に封印を解いて2代目一休に変身してしまう。
二代目新右衛門さん
蜷川新右衛門の子息で二代目を名乗る人物。ローマ兵士の服装に戦闘用馬車に乗ってくる。二代目一休さんとは無二の親友で、阿吽の呼吸でギャグを飛ばす。
将軍様
二代目一休さんとまともなとんちをしたくてとんち問答を仕掛けるが、毎回力任せで解決するので頭を悩ませている。
武落苦吉四六（ぶらっくきっちょむ）
一休さんのライバル。一休さんに匹敵する肉体を誇り、ゴーグルをかけている。頓知勝負と称して一休さんと熾烈な格闘戦を繰り広げた。
初代彦一
second seasonで登場する人物。物の怪を召喚したり、闘った相手から奪った武器を用いてとんちを繰り出す「日本三大とんちマスター」の1人と称しているが、影が薄いためか、2代目一休さんと元祖吉四六と比べ知名度は著しく低い。
林さん
一見どこにでもいる老人であるが、地球を守る合体ロボ「ガッタイダー」の乗組員。ガッタイダー四号機として戦っているという建前だが、実際はガッタイダーの機体に生身で縛り付けられるというもの。組織が調査したところ、林さんの生体エネルギーは青年男性と同一で、ガッタイダーの力を増幅させる鍵との事。
パーマ星人
ガッタイダーと敵対する悪の宇宙人。地球人から眉目を無くしてパンチパーマにした風貌。待遇の向上を謳って林さんの離反を促すが、その扱いはガッタイダーと瓜二つであった。なお首領のみ七三分け。
山田はじめ
坊主頭の高校生。なぜか本人の知らないうちに有名になっており、周囲の人々から何かと祭り上げられたり戦いを挑まれたり、山田専用と冠されたおかしな施設を利用させられる。
大学生になったsecond seasonでも相変わらず祭り上げられたりするが、一方で理不尽な出来事や掃除が出来ない捨てロボット掃除機を通じて様々な出来事にも遭遇する。その後、ペチカちゃんと再会していつの間にか恋人関係となっている。
西口ジロー
山田はじめのクラスメイトでもあり友達。山田はじめが拾った物で変形したり、奇妙な人間や集団から色々やらされたりしている。
second seasonでは大学生となり垢抜けた格好になったものの、奇妙な集団から色々やらされたりしている。
YAMADE
山田はじめの海賊版ビデオに出演していた偽物。second seasonで山田都市伝説の研究家やペチカちゃんを巡っての恋敵として実際に登場する。
ペチカちゃん
鼻の無い単純な顔をしたスレンダー体型な女子高生。行動がどこかズレており、叫ぶように発言する。山田に好意があるのか、頻繁に奇妙なものを売りつけたりデートに誘ったりする。
second seasonでは保育士になりタックンとムスメの通う幼稚園に勤務するが、質問攻めにも持ち前の奇抜ぶりで難なく納得させたりする。一方で山田と再会し、奇行を繰り広げるなど相変わらずの行動を送り、回が進むにつれて山田はじめと恋人関係になっている。
本気を出した時はリアルな顔立ちとグラマラス体型に変化する。
クスクス
動物のクスクス。つまらないギャグで一人ウケしてクスクスと笑い、周囲の気温を下げる。
パパン
童顔にチョビヒゲを生やした、36歳の癒し系キャラ。珍妙な発明や変人ばかりの知り合いを連れてきたりして毎回騒動を起こす。初期は発明をせず、絶妙なたとえ話をしていた。
second seasonでは、近所に住む目が3の男の一家への発明品の送り主として台詞の中のみに関わるだけだったが、第311発!で登場した。
ユータン
パパンの娘。母親似の美少女だが、常にパパンの奇行や発明品に振り回されて苦労が絶えない。
second seasonでは大学生となり実家から巣立っていったが、パパンの発明品によって再び振り回されている。
マツリ
パパンの妻。パパンとあまりケンカをした事が無い程の気立ての良い美人。
SMEP
SMAPのパロディキャラ。メンバーはカッパ頭のリーダー「クリス」、片言の日本語を喋る屈強な外国人「サビチェビッチ」、覆面の上から眼鏡をかけた「長谷川」、レジ袋をかぶった「リュウ」。番組に出ても身勝手な発言ばかりするため、毎回司会者から激怒されている。
second seasonでも相変わらずの身勝手ぶりで、司会者から「こっちは解散してねぇよ!! こっちがすれば良かったのに!!」とパロディ元のグループと比較した悪態を吐かれる。
超人ミラクルヒロシ
悪の組織「チームネギネギ」と戦う二人組の超人。合体変身して落語家となり、話芸やしきたりを駆使した技で闘う。
second seasonではミラとイブが共感合体で「超人ミラティブヒロシ」として変身するが、毒のあるダークヒーローになっている。
チームネギネギ
ネギの被り物をして「世界ネギ征服」を目論むグループ。通行人にネギを食べさせようとするなど小規模な活動が殆どだが、時に首相を拉致するなどの行動力も見せる。ちなみにボスはタマネギの被り物をしている。
後にパパンの住む町に引越し、パパンにゴミを捨てる日などを聞いて回っていた。
second seasonでも相変わらず世界ネギ制服を目指して活動しているが、新たなるヒーロー「超人ミラティブヒロシ」に阻止されるものの攻撃の仕方にツッコミ要素があるため、それに対して突っ込む。
トラベルバトラーシバキ
サイクリングルックの若者。強い格闘家になるため全国を旅しているが、毎回一般人に紛れた達人（現地の名産品に因んだ者が多い）に叩きのめされる。
メルヘン師匠
ピエロの格好をしたメルヘン世界の住人。普通メルヘン免許の持ち主で、現実世界においても無生物と会話するなどのメルヘンチックな行動が可能である。免許取得を目指す弟子がいる。
単行本4巻表紙のメルヘンぶりに愕然し、自棄を起こして弟子と共にパンチパーマにした事がある。
弟子
メルヘン免許取得を目指す少年。毎度、師匠の高度なメルヘンチック行動を見せつけられ、頭が上がらない日常を送る。
また、後にメルヘンを空想してるところを化けっと通信メル太郎に登場するテル次郎からの現実的なツッコミで不愉快な気分に受け続ける。
second seasonでは独り立ちして講師となるも弟子の現実（アラタミノル）の現実的な振舞いに困らされている。
目が3の男
名の通り特徴的な目つきの青年。一種の不運体質の持ち主であり、テレビにはおかしな番組ばかり映り、外に出れば理不尽なことに巻き込まれる。後にラーメンの出前を取った際に苗字が目ヶ三（めがさん）だと判明した。
second seasonでは目が6っぽい女性と結婚し、目が8っぽい息子をもうけている。

## その他の主なシリーズ
アルプス野郎廃次
『アルプスの少女ハイジ』のパロディ。主人公の不良少年「廃次」が更生のためアルプスのオンジの元へ預けられるが、オンジが文字通り人の皮を被った怪物で正体は巨大な鬼であるほか、ペーターがグリフォン、クララが雪女と、廃次以外に人間らしい人間が一人もいなかった。無茶苦茶な環境に廃次は最初戸惑っていたが次第に慣れていき、末期になると妖怪や幽霊相手にケンカをするものの恐怖を覚えたり、終いには「少年院（ネンショー）へ入れてくれ」と頼むほど、若干ではあるが更生へは進んでいるようである。
second seasonでは無茶苦茶な環境のアルプスに嫌々ながらも馴染む日々を送っている。
戦国ハイスクールノブナガ
もしも戦国時代の武将が現在の高校に通っていたらというストーリー。主人公のノブナガ（織田信長）は暴走族を束ねる目つきの鋭い白目な不良高校生、ヒデヨシ（豊臣秀吉）とミツヒデ（明智光秀）はノブナガの手下という設定。その他にも武田信玄が高校教師、上杉謙信が交通機動隊の白バイ隊員、毛利三兄弟は敵対暴走族チーム、伊達政宗が小学生のマサムネとして描かれている。ミツヒデはいじめられキャラであるが、酒が入ると本能寺の変ばりのノブナガよりも凶悪な謀反行為を行うものの、決まって返り討ちに遭う。この他、上記の2代目一休の子孫であるミレニアム一休、その弟の休Pが登場。最後は（主にノブナガの）俳句で締められる。
second seasonではノブナガが手下の2人と共同生活を送るフリーターとして、マサムネは美青年に成長し戦国小姓カフェのオーナーになるなど、前作に登場した人物が何らかの職業に就いていたりなどで登場している。
また、リターンズとして入学したての出来事も描かれている。
80'マン（エイト-）
作者と級友「渡会」の実体験を元に、1980年代の小学生たちの生活を描く。スーパーカー消しゴムなど当時の世相を反映したネタがふんだんに盛り込まれていた。
東京ウルトラ超人ズ
新人投手「速水」が弱小球団「東京ウルトラ超人ズ」に強引に入れられて苦戦する様を描く。球団はユニフォームが全身タイツな上にナインも奇人だらけで、ルールを知らない素人や死に直面すると驚異的なプレーを見せる寝たきり老人、果ては本物のサルが混じっているなど、壮絶な有様である。年内にＡクラス入りしないと選手全員去勢されてゲイバーに身売りされることになったため、それぞれが特殊な才能を生かして健闘する。

### second seasonから描かれているシリーズ
三匹目の子豚
『三匹の子豚』のパロディ。一匹目と二匹目は2頭身だが、三匹目にあたる末弟は頭身が高く格闘術で鍛えあげられた肉体を持っている。サバイバル術や総合格闘技のみならず、強固な警備システムや罠を築いたりとオオカミ撃退の為にあらゆる手段を駆使するが、兄にあたる一匹目と二匹目の豚から方針の食い違いで対立している。孫悟空たちから僧侶の警護を要請されたり、赤ずきんと対オオカミ撃退訓練を行うなどの交流がある。
テラミ
ダイダラボッチである幼馴染の女の子のラブコメディー。
大関さんと関脇くん
大関の空夢想が相撲に対しての不満から様々な大胆な改革案を提案するが、その都度、関脇の鮫肌にやんわりと突っ込まれるコント形式で描かれる。
ベストマッチング？
マッチングアプリで知り合った隠れドSの佐戸恵須菜と計画的ドMの間曽恵夢馬のやり取りを描いたラブコメディー。
怪人のいる街
あるマッドサイエンティストが生物のDNAを操作して怪人を産みだし日本征服を企むも情報機関により逮捕された事により行き場を無くした怪人たちにも生きる権利が保障される声が挙がり、怪人と人間が共存する街が造られ、善良な怪人である爪沢カニ男がその街で人間社会に溶け込む為に生活する物語。
ネコ星人
ネコに似た異星人が人間(ぬし)に癒しを与える為に様々な事を教える学校に通うニャラハシが人間に対する勉強の難解さに苦悩する物語。
女騎士団長とスッポン獣人
スッポン獣人たちからアイドル扱いを受ける、露出度の高い装備を好む女騎士団長の不毛な戦い。
大阪昭年ダイアリー
作者の少年時代に体験したアダルトな出来事を綴ったエッセイ風漫画。

## 単行本
- 川口憲吾『脳みそプルン!』 講談社〈講談社コミックス〉、全8巻

1. 1996年11月初版発行 ISBN 978-4-06-312343-2
2. 1997年12月初版発行 ISBN 978-4-06-312492-7
3. 1999年01月初版発行 ISBN 978-4-06-312793-5
4. 2000年01月初版発行 ISBN 978-4-06-312793-5
5. 2000年08月初版発行 ISBN 978-4-06-312871-0
6. 2001年05月初版発行 ISBN 978-4-06-312981-6
7. 2002年02月初版発行 ISBN 978-4-06-313075-1
8. 2002年10月初版発行 ISBN 978-4-06-363162-3